# Julius Franz (Sachsen-Lauenburg)

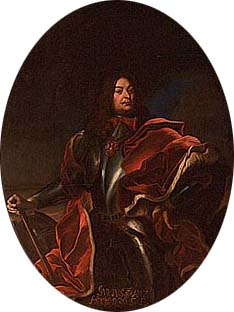
Herzog Julius Franz von Sachsen-Lauenburg

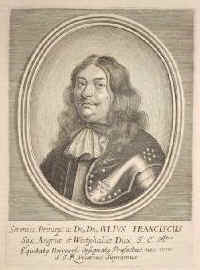
Julius Franz von Sachsen-Lauenburg

Julius Franz von Sachsen-Lauenburg (* 16. September 1641 in Prag; † 30. September 1689 in Reichstadt) war von 1666 bis 1689 der letzte Herzog von Sachsen-Lauenburg aus dem Hause der Askanier.

## Leben
Julius Franz war der jüngste Sohn des Herzogs Julius Heinrich von Sachsen-Lauenburg (1586–1665) aus dessen dritter Ehe mit Anna Magdalene († 1668), Tochter des Freiherren Wilhelm Popel von Lobkowitz. Der Prinz wurde im katholischen Glauben erzogen.
Durch den frühen Tod seines älteren Halbbruders Franz Erdmann wurde er 1666 Herzog von Sachsen-Lauenburg. Es gelang ihm, die seit Jahrhunderten an Lübeck verpfändete Stadt Mölln und weitere Ländereien auszulösen. Julius Franz lebte nach dem Tod seiner Mutter hauptsächlich auf deren Gütern in Böhmen. Am 20. November 1665 kaufte er das Gut Kupferberg. Er gründete 1687 die Glashütte Juliusthal.
Julius Franz brachte es in kaiserlichen Diensten bis zum Generalfeldmarschall. Am 6. März 1682 gründete er in Böhmen sein Regiment, die „Sachsen-Lauenburg-Cürassiere“ und nahm 1683 an der Entsatzschlacht vor Wien teil.
Nach seinem Tod kam es zu Erbstreitigkeiten. Noch kurz vor seinem Tod hatte er seine Töchter unter den Schutz des Kaisers Leopold I. gestellt. Obwohl die weibliche Erbfolge in Sachsen-Lauenburg eingeführt war, sequestrierte der Kaiser das Land, und den Töchtern verblieben nur ihre böhmischen Besitzungen. Die beiden Schwestern kamen zu ihrer Tante nach Schloss Reichstadt. Julius Franz war der letzte Lauenburger Herzog aus dem Geschlecht der Askanier. Mit ihm starb die Linie von Sachsen-Lauenburg-Ratzeburg aus, der Titel ging an die Welfen in Braunschweig.
Der sachsen-lauenburgische Stammsitz Schloss Schlackenwerth wurde später an Markgraf Ludwig Wilhelm von Baden vererbt.

## Nachkommen
Julius Franz heiratete am 9. April 1668 in Sulzbach  Hedwig (1650–1681), Tochter des Pfalzgrafen Christian August von Sulzbach, mit ihr hatte er folgende Kinder:
- Maria Anna Theresia, (1670–1671)
- Anna Maria Franziska (1672–1741)

⚭ 1. 1690 Pfalzgraf Philipp Wilhelm von Neuburg (1668–1693)
⚭ 2. 1697 Großherzog Gian Gastone de’ Medici von Toskana (1671–1737)
- Franziska Sibylla Augusta (1675–1733)

⚭ 1690 Markgraf Ludwig Wilhelm von Baden (1655–1707)